# Des bleus au cœur
Pour plus de détails, voir Fiche technique et Distribution.
Des bleus au cœur (Reviving Ophelia) est un téléfilm dramatique canadien, réalisé par Bobby Roth et diffusé aux États-Unis le 11 octobre 2010 sur Lifetime. Il relate l'histoire de deux adolescentes, des cousines, qui découvrent l'amour péniblement, l'une, ne faisant pas confiance aux garçons, l'autre (sur qui l'histoire est majoritairement focalisée), victime d'abus par son copain ultra possessif.

## Synopsis
Elizabeth (Lizzy) et Kelly étaient des cousines inséparables durant leur jeunesse, toujours unie l'une à l'autre. Après quelques années, les voilà sur le point de sortir de l'adolescence. Elizabeth vit dans une belle famille unie et chaleureuse tandis que Kelly vit seule avec sa mère, dans une superbe maison, mais avec des problèmes financiers, ce qui crée une certaine distance entre sa mère et elle, poussant ainsi Kelly à chercher de l'affection et à commettre des bêtises qui trahiront la confiance que sa mère lui porte. Un beau jour, Le Anne (la mère de Kelly) tombe sur sa fille alors qu'elle fait une fellation à un mec de son lycée dans leur propre maison. Depuis ce jour, Le Anne ne veut plus que sa fille reste seule à la maison et l'envoie donc chez sa sœur Marie pour quelque temps.
Arrivée chez sa cousine, Kelly ne sent pas chez elle et commence à avoir une relation tumultueuse avec sa cousine lorsqu'elle découvre qui est réellement son copain, Mark. En fait, Mark est un jeune homme troublé par le départ de sa mère qui l'a abandonné alors qu'il n'était qu'un enfant. Depuis ce jour, Mark a accumulé énormément de rancœur en lui, ce que Lizzy expérimentera elle-même. Passant de la jalousie à la violence physique, Mark fait vivre un calvaire à la pauvre Lizzy qui ne veut pas le quitter et qui ne cesse de prendre sa défense malgré les efforts de son entourage pour lui faire entendre raison. Elle apprendra pourtant, malgré elle, l'ampleur de la situation...

## Fiche technique
- Titre original : Reviving Ophelia
- Réalisation : Bobby Roth
- Scénario : Teena Booth, d'après le roman de Mary Pipher (en)
- Production : Steve Solomos
- Photographie : Michael Storey
- Musique : Edgar Rothermich et Christopher Franke
- Son : Robert Scherer
- Société de production : Ophelia Productions, Muse Entertainment (en)
- Pays :  Canada
- Durée : 92 minutes

## Distribution
- Jane Kaczmarek (VF : Marion Game) : Marie Jones[1]
- Rebecca Williams (VF : Catherine Brunet) : Elizabeth Jones
- Nick Thurston (en) (VF : Maxime Desjardins) : Mark Stenwyck
- Carleigh Beverly (VF : Annie Girard) : Kelli Dunley
- Kim Dickens (VF : Julie Burroughs) : Le Anne Dunley
- Peter Outerbridge : Walter Jones, le père d'Elizabeth
- Joe Dinicol (VF : Nicholas Savard L'Herbier) : Cody
- Shanice Banton : Amy
- Rebekah Miskin : Lainie
- Lola Tash (en) : Vicky
- Jordan Hudyma : Austin
- Jake Olson : Cody (chant)
- Deb Grover : Principale Miller
- Kim Roberts : Lindsay
- Andrew Moodie : M. Marshall
- Jamie Johnston : Ty Benchley
- Sarah Dodd : l'avocate
- Shane Daly : Terry Stenwyck

## Musique du film
- Lucky Girl, Big Black Heaven et Talk To Me Like the Rain - Patti Scialfa
- The Gray et The Weirdos - Jake Olson & The Haun Solo Project
- Remember et Save Me - Kari Kimmel (en)

## Accueil
Le téléfilm a été vu par 2,036 millions de téléspectateurs lors de sa première diffusion.